# Bertha "Chippie" Hill
Bertha "Chippie" Hill (Charleston, Carolina del Sur, 15 de marzo de 1905 - Nueva York, 7 de mayo de 1950) fue una cantante y bailarina estadounidense de blues y vodevil, conocida especialmente por sus grabaciones con Louis Armstrong.

## Biografía
Nacida en una familia con 16 hijos, se trasladaron en 1915 a Nueva York. Comenzó su carrera como bailarina en Harlem, y hacia 1919 estaba trabajando con Ethel Waters. Actuó también con Ma Rainey como miembro de las Rabbit Foot Minstrels, antes de establecerse individualmente, realizando giras en el circuito de la TOBA a comienzos de los años veinte.
Se estableció en Chicago hacia 1925 y trabajó con la orquesta de jazz de King Oliver. Grabó en noviembre de 1925 para Okeh Records, con Louis Armstrong a la corneta, y también con Georgia Tom Dorsey y Tampa Red. 
Se retiró de la música durante unos años para educar a sus hijos, pero a mediados de los treinta se encontraba de nuevo trabajando en clubes con Jimmie Noone y Lovie Austin. Hacia 1946 actuaba de forma ocasional y tuvo que se redescubierta trabajando en una panadería por el escritor Rudi Blesh. Regresó a los escenarios y a la radio en Nueva York, trabajando en 1948 en el Carnegie Hall con Kid Ory, y cantó en el Paris Jazz Festival. Grabó también para Circle Records.
Murió en un accidente de tráfico en 1950.